# Dariusz Kłeczek
Dariusz Antoni Kłeczek (ur. 20 czerwca 1957 w Jedlni-Letnisko) – polski polityk, lekarz, działacz społeczny, senator IV kadencji, poseł na Sejm V kadencji.

## Życiorys
Ukończył w 1972 szkołę podstawową w Zakrzewie, w 1976 II Liceum Ogólnokształcące im. Marii Konopnickiej w Radomiu, następnie studia na Akademii Medycznej w Łodzi. Po studiach zamieszkał w Jarocinie koło Niska. Rozpoczął pracę jako lekarz w gminnym ośrodku zdrowia w Jarocinie, a następnie na oddziale dziecięcym szpitala w Nisku. Od 1989 mieszka w Tarnobrzegu, pracuje w Wojewódzkim Szpitalu Zespolonym. Działa w ruchach obrony życia i Stowarzyszeniu Rodzin Katolickich, jest instruktorem naturalnego planowania rodziny. Żonaty, ma trzy córki.
W latach 1997–2001 był senatorem IV kadencji z województwa tarnobrzeskiego wybranym z listy Akcji Wyborczej Solidarność. W Senacie pełnił funkcję przewodniczącego Komisji Rodziny i Polityki Społecznej. W 2001 z własnego komitetu bez powodzenia ubiegał się o reelekcję. Ponadto w latach 1998–2005 sprawował mandat radnego sejmiku podkarpackiego (w 1998 startował z listy AWS, a w 2002 z komitetu wyborczego Podkarpacie Razem). Należał do Ruchu Społecznego AWS, z którego w 2002 przeszedł do Prawa i Sprawiedliwości.  W 2004 bezskutecznie ubiegał się o mandat w Parlamencie Europejskim.
W 2005 został z listy PiS wybrany na posła na Sejm V kadencji. Kandydował w okręgu rzeszowskim, uzyskał 16 698 głosów. W Sejmie był zastępcą przewodniczącego Komisji Rodziny i Praw Kobiet.
Podczas prac nad projektem zmiany Konstytucji był reprezentantem wnioskodawców (po wyborze Marka Kotlinowskiego do Trybunału Konstytucyjnego), a także członkiem i sprawozdawcą Komisji Nadzwyczajnej. 19 kwietnia 2007 zadeklarował odejście z Prawa i Sprawiedliwości, dzień później przystąpił do nowo tworzonej partii pod nazwą Prawica Rzeczypospolitej (był jej wiceprzewodniczącym, ponadto został jej przewodniczącym w Tarnobrzegu i powiecie tarnobrzeskim).
W przedterminowych wyborach parlamentarnych w 2007 bezskutecznie ubiegał się o mandat poselski z listy Ligi Polskich Rodzin (w ramach porozumienia wyborczego PR z LPR), a w wyborach do Parlamentu Europejskiego w 2009 o mandat eurodeputowanego z listy Prawicy Rzeczypospolitej.